# رنسانس: فیلمی از بیانسه
رنسانس: فیلمی از بیانسه (انگلیسی: Renaissance: A Film by Beyoncé) فیلم کنسرت مستندی آمریکایی محصول ۲۰۲۳ به نویسندگی، کارگردانی و تهیه‌کنندگی بیانسه است. این فیلم مراحل ساخت و اجرای تور جهانی رنسانس — تور استادیومی ۲۰۲۳ بیانسه در پشتیبانی از هفتمین آلبوم استودیویی‌اش رنسانس (۲۰۲۲) — را روایت می‌کند.
بیانسه با سینماهای ای‌ام‌سی قرارداد توزیعی را امضا کرد و پس از پایان دادن به آخرین کنسرت تور جهانی رنسانس در کانزاس‌سیتی، میزوری، خبر انتشار این فیلم را اعلام کرد. این فیلم، مراحل ساخت آلبوم و تولید تور را به تصویر می‌کشد. همسرش، جی-زی، و سه فرزندش، بلو آیوی، رومی و سر کارتر، در کنار حضور افتخاری افرادی متشکل از دایانا راس، مگان دی استالین، کاردی بی، تریسی الیس راس و کندریک لمار در این فیلم حضور دارند. تیتراژ پایانی شامل تک‌آهنگ «خانهٔ من» است که بیانسه آن را برای پشتیبانی از این فیلم منتشر کرد.
رنسانس: فیلمی از بیانسه در ۲۵ نوامبر ۲۰۲۳ درتئاتر ساموئل گلدوین در لس آنجلس به نمایش درآمد و در ۱ دسامبر ۲۰۲۳ در ایالات متحده اکران شد. این فیلم نقدهای مثبتی از سوی منتقدان دریافت کرد که اکثر آن‌ها از تصاویر کنسرت، تولید، عوامل پشت صحنه و گیرایی بیانسه در صحنه‌ها تمجید کردند. این فیلم بیش از ۴۴ میلیون دلار در سطح جهانی فروش داشته است.